# Industria 2015
Industria 2015 è il nome sintetico del disegno di legge per la competitività ed il rilancio della politica industriale, approvato il 22 settembre del 2006 dal governo Prodi II.

## Descrizione e obiettivi
Messo a punto dal Ministro dello sviluppo economico Pier Luigi Bersani, Industria 2015 stabilisce le linee strategiche della politica industriale italiana, basandole su una concezione di  industria che integra non solo la produzione manifatturiera ma anche i servizi avanzati e le nuove tecnologie, in una prospettiva di medio-lungo periodo (il  2015).
L'obiettivo della politica industriale delineata da Industria 2015 è l'uscita dalla situazione di crisi dell'economia italiana, che si propone di raggiungere mediante la centralizzazione del ruolo dell'industria nell'ambito di una rinnovata attenzione culturale  (che coinvolga tutta la società e non solo la politica), ai temi dell'economia reale.
Il  disegno di legge mira a riportare al centro dell'attenzione i temi dell'impresa, che esso intende come il luogo dove la tradizione e l'innovazione si incontrano, si crea nuova ricchezza, si valorizzano le singole competenze, i giovani trovano il loro sbocco professionale. Inoltre, nella comune presenza di personale italiano e immigrato, Industria 2015 vede il tempo trascorso all'interno dell'impresa come un'occasione privilegiata per la pacifica integrazione di culture diverse.
Nell'attuazione degli interventi previsti, il Ministero dello sviluppo economico è assistito dall'Istituto per la promozione industriale (IPI), sua agenzia tecnica.

## Strumenti
Gli strumenti sui quali ruota l'azione di Industria 2015 sono:
- i progetti di innovazione industriale,
- le reti d’impresa,
- la finanza innovativa.

## Progetti di innovazione industriale
Secondo Industria 2015 il sistema produttivo italiano del futuro camminerà su “due gambe”, costituite da:
1. una serie di meccanismi generalizzati per la riqualificazione ed il rafforzamento della piccola e media impresa, da sostenere nella ricerca, nella riduzione dei costi, nella promozione degli investimenti e nella crescita dimensionale;
2. i nuovi sistemi di incentivazione “su misura”: i  progetti di innovazione industriale (PII), da realizzarsi per singoli obiettivi strategici, individuando aree tecnologico-produttive con un forte impatto sullo sviluppo.

I progetti di innovazione industriale sono lo strumento principale e più innovativo introdotto da Industria 2015, basati sulla sinergia fra Enti locali, Imprese, Università e Centri di ricerca che operano sotto la guida di un singolo Responsabile di Progetto di comprovata esperienza nel settore strategico relativo.
Un fondamento dei PII è la collaborazione tra Ministero dello sviluppo economico, Ministero dell'università e della ricerca e Ministero dell'Innovazione che si concretizza, finanziariamente, nel coordinamento tra i Fondi per la ricerca e i Fondi per lo sviluppo, che finanzieranno congiuntamente la realizzazione dei Progetti.
Ogni PII è individuato in base alle linee strategiche di Industria 2015, seguendo il criterio di un palese impatto macroeconomico di livello nazionale, e deve possedere le seguenti caratteristiche:
1. focalizzazione sugli obiettivi di avanzamento tecnologico definiti nelle linee strategiche;
2. ricaduta industriale in termini di nuovi processi, prodotti o servizi;
3. integrazione di strumenti di aiuto alle imprese, azioni di contesto, misure di regolamentazione e semplificazione amministrativa;
4. coinvolgimento di grandi imprese, PMI, centri di ricerca;
5. sinergia dei soggetti pubblici responsabili delle azioni a sostegno, e particolarmente delle Regioni che possono anche intervenire nelle operazioni di finanziamento;
6. attenzione allo sviluppo delle imprese giovanili.

I primi cinque PII individuati hanno per oggetto i seguenti temi:
- efficienza energetica,
- mobilità sostenibile,
- nuove tecnologie per la vita,
- nuove tecnologie per il made in Italy,
- tecnologie innovative per i Beni culturali.

## Reti d'impresa
Le  reti d'impresa costituiscono un'alternativa per quelle aziende che vogliono aumentare la loro forza senza doversi necessariamente unire in una fusione o ricadere sotto il controllo di un unico soggetto.
Il "decreto Sviluppo" ovvero la legge 23 luglio 2009 n. 99 pubblicata su supplemento Ordinario n. 136 alla G.U. 31 luglio 2009 e in vigore dal 15 agosto 09 ha introdotto una serie di modifiche relative all'operatività delle reti di imprese.
In particolare sono state meglio precisate alcune caratteristiche relative al "contratto di rete" che deve dare evidenza degli obiettivi strategici e delle attività comuni che diano luogo al miglioramento della capacità competitiva ed innovativa sul mercato.
La forma del contratto: - atto pubblico o scrittura privata autenticata quindi è necessario ricorrere ad un notaio;
L'oggetto del contratto: - è una obbligazione reciproca tra le imprese aderenti al contratto di rete ad esercitare in comune una o più attività economiche rientranti nei rispettivi oggetti sociali
Lo scopo del contratto: - accrescere la reciproca capacità innovativa e la competitività sul mercato. Questo dice la legge, ma mi spingerei oltre indicando che tra gli scopi leciti del contratto è anche la capacità di accedere a rapporti altrimenti preclusi all'impresa singola: mi riferisco a finanziamenti, agevolazioni, bandi di gara pubblici e così via.
Elementi essenziali del contratto sono:
- l'indicazione degli obiettivi strategici e delle attività comuni poste a base della rete, che dimostrino il miglioramento della capacità innovativa e della competitività sul mercato
- l'individuazione di un programma di rete (che contenga l'enunciazione dei diritti e degli obblighi assunti da ciascuna impresa partecipante e le modalità di realizzazione dello scopo comune)
- l'indicazione della durata del contratto, delle modalità di adesione di altre imprese e delle relative ipotesi di recesso;
- l'individuazione dell'organo comune incaricato di eseguire il contratto di rete, i suoi poteri anche di rappresentanza e le modalità di partecipazione di ogni impresa alla attività dell'organo. Salvo che sia diversamente disposto nel contratto di rete, l'organo agisce in rappresentanza delle imprese nei casi espressamente previsti dalla legge. Si discute ancora in dottrina se questa rappresentanza sia piena oppure limitata ai casi esemplificati nella legge.
- l'istituzione di un fondo patrimoniale comune (in relazione al quale sono stabiliti i criteri di valutazione dei conferimenti che ciascun contraente si obbliga ad eseguire per la sua costituzione e le relative modalità di gestione. (Al fondo patrimoniale di cui alla presente lettera si applicano, in quanto compatibili, le disposizioni di cui agli artt. 2614 e 2615 del c.c).
- ovvero mediante ricorso alla costituzione da parte di ciascun contraente di un patrimonio destinato all'affare, ai sensi dell'articolo 2447-bis, primo comma, lettera a) del codice civile);

le modifiche introdotte dalla legge 122-30 luglio 2010. I quattro capisaldi:
A) In ordine ai soggetti si passa da “due o più imprese” a “più imprenditori”. Questa modifica riguarda due profili:
a. il numero degli appartenenti alla rete.
b. Il passaggio dal concetto di impresa a quello di imprenditore.
Al contratto di rete possono dunque partecipare imprenditori qualunque sia la natura del soggetto che esercita l'attività di impresa (che si diversifica in impresa individuale, societaria e pubblica), anche non commerciali.
B) In ordine alla causa del contratto: si passa da “scopo di accrescere la reciproca capacità innovativa e la competitività sul mercato” a “scopo di accrescere, individualmente e collettivamente, la propria capacità innovativa e la propria competitività sul mercato”. La modifica consiste nell'abbandono del criterio di reciprocità per un più anodino richiamo alla crescita individuale e collettiva.
C) Sul fondo patrimoniale e l'organo comune:  la dotazione patrimoniale diventa eventuale. La modifica non pare però apprezzabile e comunque incoerente con l'incentivo fiscale esplicitamente previsto, a meno di non volere legare l'incentivo fiscale alla presenza di una dotazione patrimoniale autonoma; anche la previsione di un organo comune diviene eventuale. L'organo comune può essere incaricato di eseguire anche singole parti o fasi del contratto di rete. Il punto deve essere inteso alla luce dell'oggetto del contratto di rete. Infatti il contratto di rete dovrebbe disciplinare appunto la collaborazione in forme ed ambiti predeterminati tra le imprese, (lo scambio di informazioni di varia natura, attività per la quale tuttavia non si prevede alcun contatto all'esterno e dunque non si pongono problemi di soggettivizzazione), o una o più attività rientranti nell'oggetto della propria impresa. Dunque il contratto di rete nasce limitato ad alcune fasi o parti rispetto alle quali si può sviluppare una interdipendenza tra più imprese ed è naturale che l'organo comune sia incaricato di amministrare questa interdipendenza nell'interesse di tutti i partecipanti. Secondo il dettato della legge è però possibile limitare ulteriormente la competenza, ed i relativi poteri di gestione e rappresentanza, a singole parti o fasi del contratto, anche nel senso che l'organo comune può avere carattere temporaneo, sicché una volta esaurito il compito, il mandato si estingue (argomento ex art. 1722, 1°, n. 1 c.c.).
Da segnalare anche che, se previsto, l'organo comune agisce in nome e per conto dei partecipanti alla rete; la modifica è apprezzabile. Si tratta di previsione che salvaguardia essenzialmente i terzi, i quali sono così dispensati dal verificare il potere di rappresentanza recandosi al registro delle imprese.
D) Il registro delle imprese: si chiarisce che la forma del contratto (per atto pubblico e per scrittura privata autenticata) è funzionale ai soli fini degli adempimenti pubblicitari. Ciò implica che è valido anche un contratto di rete formalizzato per scrittura privata. A questa formalità converrà ricorrere nei casi in cui non vi sia un fondo patrimoniale né un organo comune e per il quale quindi non si pongono problemi di limitazioni al potere di rappresentanza e più in generale di soggettività.
Nell'ambito del cantiere aperto da Industria 2015 il Ministero dello sviluppo economico (di concerto con i ministeri dell'Economia e delle Finanze e della Giustizia), ha il compito di elaborare e presentare al Governo disegni di legge per definire queste nuove forme di aggregazione,  seguendo i seguenti criteri:
- definire i requisiti di stabilità delle reti di imprese (in particolare PMI) e le nuove forme di coordinamento e direzione al loro interno;
- verificare i loro effetti giuridici in relazione alla diversità di queste con i raggruppamenti ed i consorzi;
- prevedere la presenza di imprese straniere, disciplinando reti transnazionali sia europee che extra-UE;
- includere la possibilità che nelle reti di impresa possano confluire  imprese sociali ed enti senza scopo di lucro.

## Finanza innovativa
Con Industria 2015 nascono due nuovi fondi pubblici per realizzare gli obiettivi di innovazione industriale e sostenere lo sviluppo del sistema produttivo italiano:
- il Fondo per la competitività e lo sviluppo,
- il Fondo per la finanza d'impresa.

### Fondo per la competitività e lo sviluppo
Il Fondo per la competitività e lo sviluppo nasce con l'obiettivo di finanziare tanto i Progetti di Innovazione industriale quanto gli altri interventi di sostegno gestito dal Ministero dello sviluppo economico, presso il quale è istituito.
Nel precedente meccanismo gli strumenti finanziari erano strettamente legati ai tipi di agevolazioni concesse. Differentemente, con il nuovo fondo è possibile scegliere di volta in volta il tipo di agevolazione più funzionale al raggiungimento degli obiettivi delle imprese.
Le entrate del Fondo sono costituite dalle risorse stabilite ogni anno dalle singole leggi finanziarie e da quelle assegnate dal CIPE al Ministero dello sviluppo economico, provenienti dal riparto del Fondo per le aree sottoutilizzate e del Fondo Unico per gli incentivi (che rimarrà in vigore sino al totale riordino della normativa sulle agevolazioni).

### Fondo per la finanza d'impresa
L'obiettivo della creazione del Fondo per la finanza d'impresa è la razionalizzazione del funzionamento dei fondi pubblici di garanzia e di partecipazione al capitale di rischio, con l'obiettivo di facilitare le imprese nell'accesso al credito e al mercato finanziario.
Il Fondo per la finanza d'impresa è autorizzato a compiere tutte le operazioni finanziarie (sia a condizioni di mercato che in forma di aiuto alle imprese (nei limiti previsti dalle normative comunitarie sugli aiuti di Stato).
Le sue operazioni prioritarie sono quelle con la più ampia partecipazione di altri enti pubblici o privati e gli interventi di sistema in grado di attivare ulteriori risorse finanziarie pubbliche e private.
Per quanto riguarda l'accesso al credito, il Fondo interviene nella concessione di garanzie su finanziamenti e di partecipazione al capitale di rischio e con la partecipazione a operazioni di finanza strutturata, anche tramite sottoscrizione di fondi di investimento chiusi.